# Персеполис
Вижте пояснителната страница за други значения на Персеполис.
Персеполис (на старогръцки: Περσέπολις – букв. град на персите е гръцкото име на древния персийски град Парса на староперсийски: Pārsa) е град, възникнал през VI – V век пр.н.е., една от столиците на Персийската империя по време на Ахеменидите. Завладян от Александър Македонски през 330 пр.н.е. и разрушен от пожар.
Останките му са разположени в Иран, на 70 км североизточно от град Шираз, на 900 км южно от Техеран. Административно е разположен в шахрестан Марвдащ, остан Фарс.

## История
Предполага се, че строителството на града е започнато около 515 пр.н.е. от цар Дарий I. Персеполис е опожарен от Александър Македонски през 330 пр.н.е. И след това градът продължава да служи за столица на провинция Персия, но скоро е изоставен и центърът на областта е пренесен в съседния Истахр. През 1979 останките на Персеполис са включени в Списъка на световното наследство на ЮНЕСКО.

## Разкриването на Персеполис
Разкриването на Персеполис започва едва през 1930-те години. Археологическа експедиция от САЩ разкрива монументалното стълбище към залата за приеми, наричана ападана, под осемметров слой от пепел – свидетелство, че градът бил опожарен от Александър Велики. По-късно с помощта на самолетни снимки били регистрирани повече от 40 постройки. В съкровищницата на двореца е открит архив от глинени плочки с клинопис, по които историците възстановили уредбата и начина на управление на Персийската империя.

## Описание
В центъра е разположена основната престолна зала на Персеполис ападана, издигната на 4 метра над терасата. Към нея водят две полегати парадни стълби, по които е възможно да са минавали на колесници. Украсени са с барелефи. Други забележителни съоръжения на двореца са стоколонната зала за приеми, носена от 72 колони, високи по 20 метра, която побирала 10 хил. души.